# Lucas Brunn
Lucas Brunn (* um 1572 in Annaberg; † 1. Januar 1628 in Dresden) war ein deutscher Mathematiker.

## Leben und Wirken

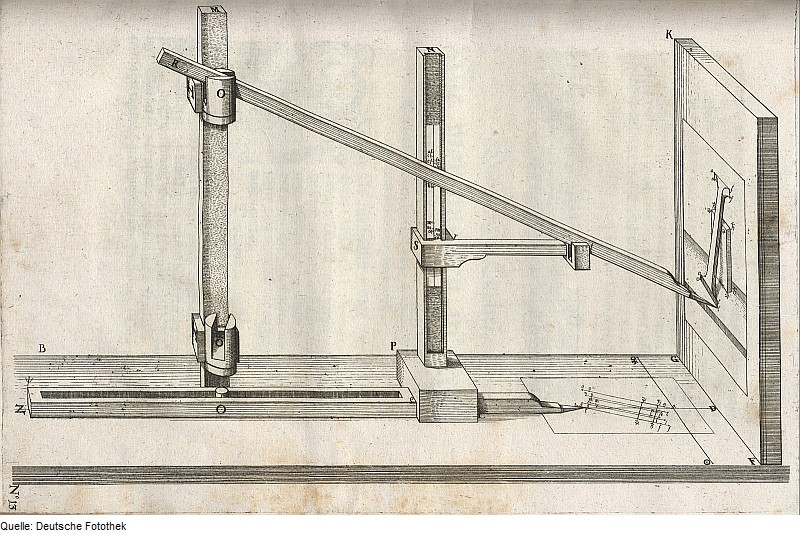
Lucas Brunn: Zeichnung eines Instruments zur Darstellung der Perspektive, 1615

Er wurde erstmals 1610 in seiner Heimatstadt urkundlich erwähnt. Brunn studierte an der Universität Altdorf und erlangte 1610 den Magistergrad. Danach wurde er Mathematikprofessor in Wittenberg. 1612 ging er nach Nürnberg, wo er dem Flach- und Ätzmaler Johann Hauer beim Umgang mit seiner Camera obscura behilflich war. Am 4. Juni 1613 schrieb er einen Brief an Johannes Kepler, der sich am besten mit der Camera auskannte. 1615 erschien Brunns Lehrbuch über die Perspektive.
1620 wurde er als Kunstkämmerer nach Dresden berufen. Hier konstruierte er unter anderem einen Mikrometerschlitten für Winkelfeinstmessungen.

## Schriften
- Praxis Perspectivae Das ist: Von Verzeichnungen ein außführlicher Bericht: darinnen das jenige was die Scenographi erfordert/ begrieffen/ und in welchen allerley dinge uff allerley Stände in ein Perspectivischen auffzug zu bringen gelehret/ auch das was wundersam hierbey sich begeben kan/ erkläret wird/ Allen denen so sich … Mathematischer Künste zu befleissen gesinnet … dargegeben/ und … in die Deutsche Sprach verfertiget Durch Lucas Brunnen/ De Monte Sanct. Annae. Halbmayer, Nürnberg, Leipzig 1615.
- EUCLID. Elementa practica, oder Ausszug aller Problematum und Handarbeiten auss den 15. Büchern Euclidis. Allen und jeden des uhralten geometrischen nutzlichen Gebrauchs dess Cirkels Liebhabern zu gut in teutsche Sprach dargegeben durch M. Luc. Brunn. Halbmayer, Nürnberg 1625.
- Mnemonik. o. J.